# Mittelberg (Rödental)
Mittelberg ist ein Stadtteil der oberfränkischen Stadt Rödental im Landkreis Coburg.

## Geographie
Mittelberg liegt zehn Kilometer nordöstlich von Coburg im Froschgrund, östlich der Itz am Fuß vom Mittelberg und Schmidsberg. Durch den Ort fließt der linke Itzzufluss Weimersgraben. Die Staatsstraße St 2206 von Rödental zur thüringischen Grenze quert Mittelberg.

## Geschichte
Die erste urkundliche Erwähnung Mittelbergs war im Jahr 1340 im Hennebergischen Urbarium über die Herrschaft Coburg. Der Name geht auf die benachbarte Erhebung zurück.
Anfang des 14. Jahrhunderts lag Mittelberg im Herrschaftsbereich der Henneberger. 1353 kam der Ort mit dem Coburger Land im Erbgang zu den Wettinern und war somit ab 1485 Teil des Kurfürstentums Sachsen, aus dem später das Herzogtum Sachsen-Coburg hervorging. Die Dorfherrschaft hatten die Herren von Schaumberg inne.
Mittelberg gehört seit Jahrhunderten zum Kirchensprengel vom 4,6 Kilometer entfernten Weißenbrunn vorm Wald. Der Ort hat heute einen eigenen Friedhof. Im Jahr 1816 wurde die Mühle, die 1514 in Besitz des Klosters Sonnefeld war, an der Itz in eine Papiermühle umgewandelt, aus dieser ging später eine Papierfabrik hervor.
In einer Volksbefragung am 30. November 1919 stimmten zwei Mittelberger Bürger für den Beitritt des Freistaates Coburg zum thüringischen Staat und 72 dagegen. Somit gehörte ab dem 1. Juli 1920 Mittelberg zum Freistaat Bayern. 1925 umfasste das 163,94 Hektar große Dorf 176 Einwohner, von denen 174 der evangelischen Kirche angehörten, und 31 Wohngebäude.
Am 1. Januar 1971 schloss sich Mittelberg mit den Orten Fischbach, Fornbach, Schönstädt, Waltersdorf und Weißenbrunn vorm Wald zur neuen Gemeinde Froschgrund zusammen, die am 1. Mai 1978 zwangsweise aufgelöst und in die Stadt Rödental eingegliedert wurde. Seitdem ist Mittelberg ein Stadtteil Rödentals.
Die Alte Schule, die 1968 geschlossen und zuvor von den Schülern aus Fischbach, Mittelberg und Waltersdorf besucht wurde, wird seit 1981 von den Pfadfindern als Tagungs- und Schulungshaus genutzt.

## Einwohnerentwicklung
| Jahr | Einwohnerzahl |
| ---- | ------------- |
| 1910 | 152           |
| 1933 | 202           |
| 1939 | 219           |
| 1950 | 286           |
| 1960 | 267           |
| 1969 | 311           |
| 2010 | 230           |